# Carrascal de Sanchiricones
Carrascal de Sanchiricones es una pedanía del municipio de Matilla de los Caños del Río, en la comarca del Campo Charro, provincia de Salamanca, España. 

## Historia
La fundación de Carrascal de Sanchiricones data de la Alta Edad Media, integrándose dentro de las repoblaciones efectuadas por los reyes leoneses, estando encuadrado en el siglo XIII con el nombre de Carrascal de Sanchinicones en el cuarto de Corvacera de la jurisdicción de Salamanca, dentro del Reino de León. Con la creación de las actuales provincias en 1833, Carrascal de Sanchiricones quedó integrado en la provincia de Salamanca, dentro de la Región Leonesa.

## Demografía
En 2017 Carrascal de Sanchiricones contaba con una población de 3 habitantes, de los cuales 1 era hombre y 2 mujeres. (INE 2017).
| Gráfica de evolución demográfica de Carrascal de Sanchiricones entre 2000 y 2017         |
|                                                                                          |
| Fuente: Instituto Nacional de Estadística de España - Elaboración gráfica por Wikipedia. |